# Talbrücke Streitschlag
Die Talbrücke Streitschlag ist eine 256,2 Meter lange Brücke der Bundesautobahn 71 in Deutschland. 
Das Bauwerk liegt in Thüringen bei Kilometer 137 zwischen dem Autobahndreieck Suhl und dem Autobahnanschluss Meiningen-Nord. Es überspannt im Wald zwischen Ebertshausen und Wichtshausen in der Gemarkung Streitschlag in einer Höhe von maximal 33 m mit sechs Feldern ein Tal. Die Brücke weist im Grundriss eine Klothoide mit A = 500 auf. Das Längsgefälle beträgt konstant 0,8 % Richtung Süden. Gebaut wurde die Überführung mit zwei getrennten Überbauten zwischen den Jahren 2000 und 2002 bei Kosten von ungefähr 6 Millionen Euro.

## Gründung und Unterbauten
Die Widerlager und Pfeiler haben eine Flachgründung auf dem anstehenden Buntsandstein. Die Pfeiler sind zwischen 11 m und 30 m hoch. Diese haben einen trapezförmigen Vollquerschnitt mit über der Höhe konstanten Abmessungen. Die zwei Pfeiler eines Überbaues sind an ihren Köpfen durch Querriegel miteinander verbunden.

## Überbauten

Hohlkastenquerschnitt einer Spannbetonbrücke

Die beiden nebeneinanderliegenden Überbauten der Spannbetonbrücke sind Durchlaufträger mit einem Hohlkastenquerschnitt und konstanter Konstruktionshöhe von 3,0 m. Die Vorspannung besteht nur aus externen Spanngliedern.
Die Stützweiten betragen für die 6-feldrige Brücke 38,1 m + 4 × 45,0 m + 38,1 m.

## Ausführung
Die Brücke wurde im Taktschiebeverfahren in zwölf Takten mit Regeltaktlängen von 22,5 m hergestellt. Die Talbrücke Streitschlag ist eine der ersten Brücken in Deutschland, bei der das Taktschiebeverfahren mit ausschließlich externer Vorspannung angewendet wurde. 